# Marcos Maynar
Marcos Maynar Mariño es un médico español, doctor en medicina deportiva con la tesis Fisiología metabólica del ciclismo profesional (1990).
Profesor titular de Fisiología del Ejercicio en la Universidad de Extremadura, Maynar desarrolla además labores de médico para equipos y deportistas de diversas disciplinas.

## Defensa infructuosa de positivos
Marcos Maynar y su hermano Juan Ignacio dirigen un laboratorio de Bioquímica en la Universidad de Extremadura. El 4 de abril de 2008 salió a la venta un libro escrito por ambos, Fisiologíá aplicada a los Deportes.

### Carlos Gurpegui
El laboratorio de los Maynar elaboró un informe en el que argumentaba que el positivo por nandrolona de Carlos Gurpegui, joven futbolista del Athletic Club (cuyo jefe médico era colega de Maynar: Sabino Padilla), se debió a que su organismo producía nandrolona de manera natural, descartando que fuera dopaje. Las autoridades deportivas desestimaron los argumentos de Padilla y Maynar, por lo que Gurpegui fue sancionado con dos años de suspensión por dopaje.
Maynar afirmó que el rechazo de las autoridades a su teoría se había debido a que él era extremeño.

### Aitor González
Años después, en 2006, el laboratorio de los Maynar elaboró otro informe exculpatorio para un deportista que había dado positivo. En este caso se trataba de Aitor González, ciclista del Euskaltel-Euskadi que había dado positivo por anabolizantes. El laboratorio de los Maynar justificó el positivo explicando que un compuesto legal que había tomado el corredor estaba contaminado, motivo por el cual dio positivo, descartando que se tratara de un caso de dopaje. El TAS desestimó la defensa y Aitor González fue sancionado con dos años de suspensión.

## Operación Gamma II
En 2004 Maynar fue uno de los 126 detenidos por la Policía Nacional durante la Operación Gamma II, por un posible delito contra la salud pública. Maynar fue detenido el 16 de julio, en la segunda fase de una operación que descubrió una amplia red que vendía drogas sintéticas, esteroides, anabolizantes y hormonas, y que operaba en gimnasios de 31 provincias.
En el registro del domicilio de Maynar se incautaron esteroides y anabolizantes. Tras prestar declaración en dependencias policiales, Maynar fue puesto en libertad, pasando el caso al Juzgado de Instrucción n.º 6 de Málaga.
Maynar salió finalmente indemne de la investigación, alegando que los medicamentos incautados eran para usarlos en sus investigaciones.

## Escándalo en Portugal

### Neves, muerto en carrera
El 11 de mayo de 2008 falleció en carrera el ciclista portugués de 26 años Bruno Neves, del equipo luso LA-MSS (del cual era jefe médico el propio Maynar). Aunque en un primer momento se justificó su fallecimiento en una caída de la que no habría podido protegerle el casco, la autopsia descubrió que Neves había sufrido un paro cardíaco antes de caerse, siendo esa la causa de su muerte.

### Registros al equipo LA-MSS
Tras conocerse las circunstancias en que se produjo la muerte de Neves, el 18 de mayo la Policía Judicial portuguesa (que llevaba cuatro meses investigando una trama de dopaje, en una operación comparada por algunos medios a la Operación Puerto española) registró las dependencias del equipo LA-MSS, incautándose numerosas sustancias e instrumental para el dopaje: hormona de crecimiento, EPO, estimulantes y aparatos para autotransfusiones. En los registros de las viviendas de los corredores del equipo se incautaron asimismo bolsas de sangre para autotransfusiones. El escándalo precipitó la desaparición del histórico equipo luso, la estructura Maia.
Maynar dijo sentirse sorprendido por las sospechas de dopaje sobre el equipo y afirmó que no sabía nada sobre las sustancias y técnicas dopantes descubiertas en el equipo, ya que el jamás había dado una sustancia dopante de ningún tipo a nadie y desconocía qué podían hacer los corredores por su cuenta.

### Diez años de sanción deportiva
El 21 de octubre de 2009 la Federación Portuguesa de Ciclismo anunció que el doctor Maynar era sancionado con diez años de suspensión, tiempo durante el cual no podría llevar a cabo ninguna preparación médico-deportiva, al considerar probada su implicación en la trama de dopaje descubierta en 2008 en el seno del equipo luso LA-MSS, como administrador de sustancias dopantes y encubridoras. El director deportivo Manuel Zeferino, por su parte, fue condenado a pagar una multa de 2800 euros.

### Investigación judicial
El 7 de octubre de 2009 la Fiscalía de Portugal acusó formalmente al director deportivo Manuel Zeferino y al médico Marcos Maynar de ser coautores de 16 delitos relacionados con el dopaje (ocho crímenes por administración de sustancias dopantes, y otros ocho por manipulación de sustancias alimentarias), por los hechos descubiertos en 2008. Maynar podría haberse enfrentado a una pena de entre uno y ocho años de cárcel, aunque finalmente salió absuelto sin cargos. El propio Maynar acusó a Jesús Losa (anterior médico del equipo) para salir absuelto.

## Acusaciones desde Alemania
En julio de 2008 la cadena de televisión pública alemana ARD emitió un reportaje en el que se informaba de que Maynar había enviado a al menos diez equipos ciclistas (incluyendo cuatro de categoría UCI ProTeam: Milram, Columbia-High Road, CSC-Saxo Bank y Gerolsteiner) un correo electrónico en nombre de la Universidad de Extremadura, ofreciendo un servicio de seguimiento a sus ciclistas. Dicho servicio consistiría en que los corredores de esos equipos serían sometidos por Maynar a unos controles periódicos para evaluar sus parámetros fisiológicos con técnicas idénticas a las utilizadas por la UCI en su pasaporte biológico (un programa puesto en marcha ese mismo año para medir los valores fisiológicos de los ciclistas y analizar su evolución a lo largo de la temporada para detectar posibles casos de dopaje).
Según la ARD, el objetivo de ese programa interno ofrecido por Maynar sería evitar que los ciclistas dieran positivo en los controles a pesar de haber consumido sustancias dopantes. El reportaje incluía las declaraciones del doctor Hans Geyer, quien aseguraba que laboratorios como el de Maynar estaban fuera de control, con el cometido de realizar análisis de sangre y orina individualizados a los corredores para decirles cuándo debían dejar de tomar una sustancia dopante para no dar así positivo en los controles antidopaje oficiales.
David Howmann, secretario general de la AMA, calificó como preocupantes las informaciones reveladas por la ARD, y anunció que remitiría la información de que disponía la agencia a las autoridades españolas para que cursaran las investigaciones pertinentes.
Maynar confirmó a los periodistas que había enviado el correo electrónico a varios equipos ciclistas, aunque dijo que el objetivo del servicio que ofrecía no era encubrir el dopaje sino detectar a los tramposos. El doctor extremeño aseguró que el dinero obtenido del seguimiento a los equipos (que él mismo cuantificaba en más de 100.000 euros por temporada y equipo) sería para la Universidad, aunque dijo que aún no habían puesto en marcha el operativo (a pesar del interés de algunos equipos) por falta de tiempo. Maynar dijo encontrarse tranquilo ante posibles investigaciones sobre este caso y achacó las acusaciones procedentes del país germano a que en Alemania querían echar mierda a los españoles.